# Vall (jordbruk)
En vall är en åker som är besådd med vallväxter. Målet för vallodling är skörd av hö eller grönmassa för ensilering.
I Sverige ligger vanligen vallen i två till fyra år innan den bryts och åkern besås med en annan gröda. Beroende på klimat, val av vallväxter, gödsling och mål med odlingen (i huvudsak fler skördar eller bete) kan vallen slås olika antal gånger och i olika växtstadier. Förstaskörden, vanligtvis i maj och juni, ger högre energihalter och mer smältbart protein per kilo torrsubstans, medan skörden blir större om man väntar längre. 
I Sverige är det vanligt att delar av gårdens vallareal används till bete efter att förstaskörden tagits.
Vallodling kan generellt sägas vara mer miljövänlig än odling av spannmål eftersom jorden aldrig ligger bar (vilket motverkar läckage av närsalter och därigenom uppstående övergödning, men vid själva vallbrottet kan mycket kväve läcka ut) och flera olika typer av växtarter odlas samtidigt. I ekologiskt jordbruk sätts stor vikt vid vallen, särskilt då odling av den viktiga vallväxten klöver är ett av få sätt som kväve kan tillföras den ekologiskt drivna gårdens växtföljd.

## Historia
Starkt bidragande till att odling av grovfoder på åkrar kunde föras in i växtföljden var Linnés import av kvävefixerande baljväxter som klöver och foderlusern på 1700-talet. Tidigare hade man varit hänvisad till att ta höet från lågavkastande ängar som aldrig gödslades. Gödseln från djuren som levde på ängshöet under vintern användes istället för tillföra näringsämnen till åkrarna där spannmål och andra grödor odlades. Från detta förhållande kommer talesättet att "ängen är åkerns moder".
Med tiden blev ängsmarken allt näringsfattigare och man fick låta den ligga i träda med jämna mellanrum. När de kvävefixerande vallväxterna började användas blev det möjligt att odla grödor på åkrarna som faktiskt förbättrade markens näringsstatus och inte bara förbrukade näringsämnen. Man kunde börja odla grovfoder på den värdefulla åkermarken istället för, som tidigare, bara på de svårbrukade ängarna.
Under 1800-talet noterades stora skördeökningar av både vallväxter och andra grödor när ett modernt växeljordbruk med vallodling som ett naturligt inslag i växtföljden infördes.
Idag spelar odling av kvävefixerande vallväxter sin största roll vid ekologisk odling, där den ofta är helt avgörande för att åkermarkens avkastningsförmåga ska kunna upprätthållas, medan man i konventionellt jordbruk kan styr kvävetillförseln genom användning av konstgödsel.